# 犬山キャスタ
犬山キャスタ（CASTA）は、愛知県犬山市の名鉄 犬山駅前に立地するショッピングセンター。犬山しろひがし商業協同組合が運営する、いわゆる地元主導型ショッピングセンターである。2022年（令和4年）7月現在は、約50のテナントが営業している。
2017年（平成29年）4月以降はヨシヅヤ犬山店と施設を共同運営している。

## 概要
1975年（昭和50年）にユニチカ犬山工場が撤退。
その跡地を愛知県住宅供給公社が取得した。
犬山城で知られる犬山市は、かつては愛知県北部における商業の中心地として栄えていたが、周辺都市の商業施設が発展するにつれて、商業地盤の低下が課題となっていた。
そこで、犬山商工会から犬山市に対して、ユニチカ跡地に商業施設用地を確保するように依頼し、犬山市の開発計画に盛り込まれることになった。
そして、地元商業者70名が参加する形で、1982年（昭和57年）5月14日に犬山しろひがし商業協同組合を設立し、高い集客力や販売力を持った小売商業共同店舗の建設を目指した。
施設の共同管理者としてイトーヨーカ堂を誘致した新しい地元主導型ショッピングセンターとして、1988年（昭和63年）6月30日に犬山駅前に「犬山キャスタ」をオープンした。
1996年（平成8年）3月に専門店街をリニューアルし、1997年（平成9年）4月には立体駐車場を増設するなど、集客力の維持強化を図った。
しかし、2017年（平成29年）2月26日にはイトーヨーカ堂犬山店が撤退することになり、同年4月に義津屋が居抜き出店の形で後継店舗を開設。以後はヨシヅヤ犬山店と施設を共同管理している。
2022年（令和4年）2月時点で犬山キャスタには、生鮮食料品、アパレル、書店、レストランなど、約50のテナントが営業しており、犬山しろひがし商業協同組合が施設管理している。建物は地下1階、地上1階、2階、および3階の一部が店舗になっており、各階の東側がキャスタ専門店、西側がヨシヅヤである。3階と4階屋上は共同駐車場となっている。

## 名称の由来
キャスタは、キャッスル（城）とフェスタ（祭）を合わせた造語。ロゴマーク「CASTA」のAは、犬山城をデザイン化したもの。コーポレート・カラーの水色は、青空や澄んだ水の色をイメージしたもので、自然豊かな犬山市を象徴している。
なお、正式な店舗名称は「犬山しろひがしスクエア」（大規模小売店舗立地法上の届出名称）であり、施設名称は「CASTA（キャスタ）」だが、犬山という立地を示すために「犬山キャスタ」、各種専門店が集合した商業施設であることを示すため「キャスタ専門店」と称することが多い。

## 沿革
- 1982年（昭和57年）5月14日：犬山しろひがし商業協同組合を設立[2]。
- 1988年（昭和63年）6月30日：CASTA（キャスタ）をオープン[1]。
- 1996年（平成8年）3月：専門店をリニューアル[4]。
- 1997年（平成9年）4月：立体駐車場を増設[4]。
- 2001年（平成13年）11月：専門店・地下食品売場をリニューアル（「食彩館」誕生）。[要出典]
- 2002年（平成14年）4月：専門店をリニューアル。[要出典]
- 2015年（平成27年）1月：専門店・地下生鮮店舗をリニューアル。[要出典]
- 2017年（平成29年）
  - 2月26日：イトーヨーカ堂退店[5]。
  - 4月：義津屋がオープン[6]。
- 2019年（平成31年）3月：地下「食彩館」がリニューアル。[要出典]

## 主なテナント
テナントはショップガイドを参照。

## アクセス
犬山駅の東口に立地し、駅前ロータリーに面している。同ロータリーには、バス停留所やタクシー乗り場もあり、公共交通の便は良い。
鉄道・バス
名鉄・犬山駅（名鉄犬山線、名鉄小牧線、名鉄広見線）から徒歩で約3分。駅との直通路はないが、隣接している。また、岐阜バス、犬山市コミュニティバスの犬山駅東口停留所が隣接している。
自動車
名神高速道路・小牧IC・名古屋高速小牧線・小牧北出入口から北へ約10km。中央自動車道・小牧東ICから北西へ約10㎞。東海環状自動車道・美濃加茂ICから南西へ約16km。453台を収容する無料の立体駐車場がある（建物3階、4階、屋上）。
徒歩
犬山駅西口からは、駅構内の東西連絡通路を通ってアクセスできる。